# Perhlorat
Perhlorati su soli perhlorne kiseline (O4). Oni se javljaju u prirodi i proizvode industrijski. 
Korišteni su kao lek više od 50 godina za lečenje poremećaja tiroidne žlezde. Nalaze široku upotrebu u pirotehničkoj industriji, a amonijum perhlorat je takođe komponenta čvrstog raketnog goriva. Litijum perhlorat, koji se egzotermno razlaže formirajući kiseonik, se koristi kao hemijski generator kiseonika u avionima, podmornicama i drugim situacijama gde je pouzdani rezervni ili dodatni izvor kiseonika potreban. Većina perhloratnih soli je rastvorna u vodi.

## Spoljašnje veze
- Uticaj unosa perhlorata na zdravlje
- Podaci o perhloratu